# 助信站
助信站（日语：／ Sukenobu eki */?）是位於靜岡縣濱松市中央區，屬於遠州鐵道的鐵道線車站。車站編號為05。

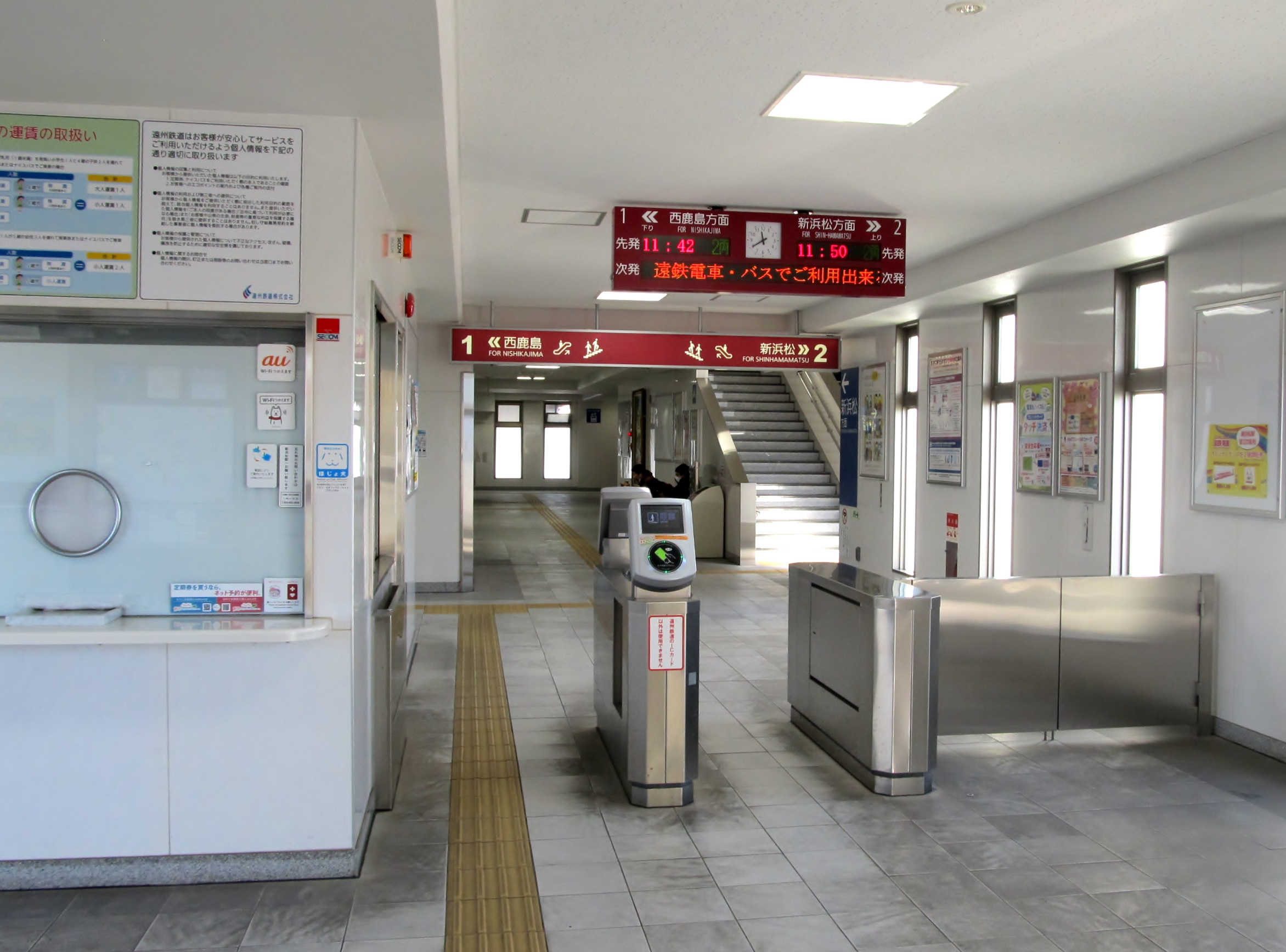
驗票口（2025年1月）

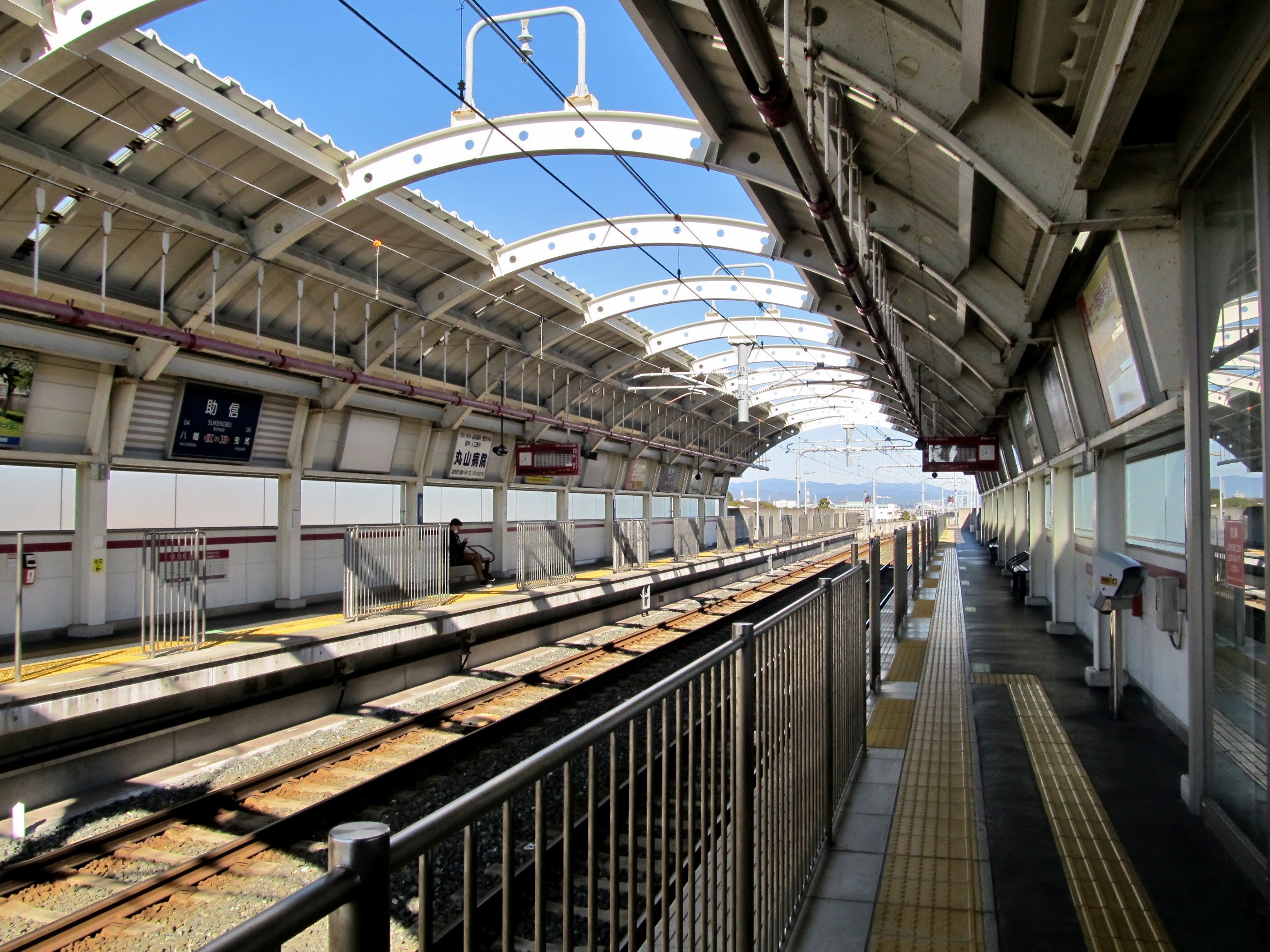
月台（2025年1月）

## 歷史

### 名稱的由來
本站的站名取自啟用當時的地名（濱名郡曳馬村大字助信）。關於「助信」的名稱由來並不清楚，但是有一種說法是該地方附近有一位名為助信的劍匠和武士，該人是一位土著。

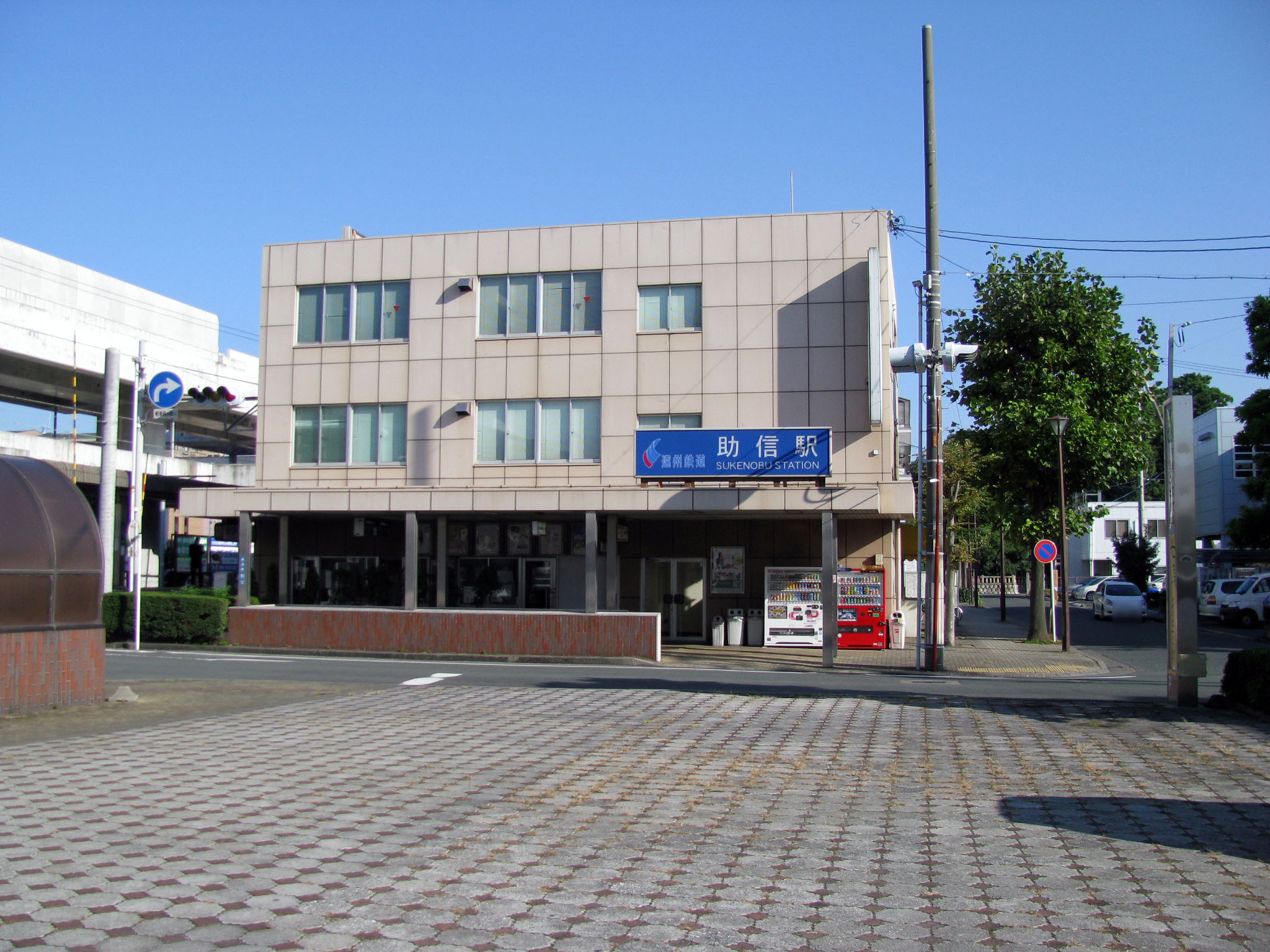
1985年12月1日至2012年2月28日的站房（2008年10月）

### 年表
- 1909年12月6日 - 助信站啟用。
- 1923年4月1日 - 車站改名為遠州助信站。
- 1953年10月5日 - 車站大樓翻新。
- 1974年1月1日 - 結束貨物起卸業務。
- 1985年12月1日 - 高架線開通，車站大樓遷移並改名為助信站。
- 2012年2月29日 - 隨著進行高架化工程，車站大樓臨時遷移。
- 2012年11月24日 - 高架化工程完畢[1]。

## 構造
此站是高架車站，設有2面2線的相對式月台。此站是直營車站（早上和晚上沒有人當值），夜間設有列車交會。本站在2012年7月前於高架下設置臨時單車停泊處，後來於車站西邊設置單車停泊處。
在新濱松站至八幡站高架化前（遠州助信站時代），車站位於路口南邊（新津町）。而此站在地面車站時代是遠州鐵道最後設有機械翻頁顯示牌的設備。在2005年度進行「遠州鐵道鐵道線高架化工程」完成後被撒走。在工程完成前，此站設有1面2面的島式月台。隨著進行高架化，本站於2012年2月起設置臨時站房。車站東邊的多層單車停泊場（容納354架）於2012年7月遷移至臨時單車停泊場。

### 月台
| 月台 | 路線            | 上下行 | 方向             |
| ---- | --------------- | ------ | ---------------- |
| 1    | ■遠州鐵道鐵道線 | 下行   | 濱北、西鹿島方向 |
| 2    | ■遠州鐵道鐵道線 | 上行   | 新濱松方向       |

## 使用狀況
在2018年度（平成30年度）的總乘車人次為499,625人（18座車站中排名第6），下車人次為475,484人（18座車站中排名第7）。此站的乘客主要來自附近的上學，上班的人士。
以下為不同年度的乘車人次和下車人次：
| 一年總間乘車人次和下車人次彎化 | 一年總間乘車人次和下車人次彎化 | 一年總間乘車人次和下車人次彎化 | 一年總間乘車人次和下車人次彎化 |
| 年度                           | 遠州鐵道                       | 遠州鐵道                       | 參考資料、備註                 |
| 年度                           | 乘車人次                       | 下車人次                       | 參考資料、備註                 |
| ------------------------------ | ------------------------------ | ------------------------------ | ------------------------------ |
| 1980年度（昭和55年度）         | 461,778 人                     | 473,987 人                     | [ 3 ]                          |
| 1981年度（昭和56年度）         | 463,136 人                     | 477,569 人                     | [ 4 ]                          |
| 1982年度（昭和57年度）         | 462,752 人                     | 471,174 人                     | [ 5 ]                          |
| 1983年度（昭和58年度）         | 412,584 人                     | 458,280 人                     | [ 6 ]                          |
| 1984年度（昭和59年度）         | 437,818 人                     | 452,300 人                     | [ 7 ]                          |
| 1985年度（昭和60年度）         | 442,540 人                     | 444,757 人                     | [ 8 ]                          |
| 1986年度（昭和61年度）         | 519,847 人                     | 503,361 人                     | [ 9 ]                          |
| 1987年度（昭和62年度）         | 504,097 人                     | 487,487 人                     | [ 10 ]                         |
| 1988年度（昭和63年度）         | 537,617 人                     | 528,315 人                     | [ 11 ]                         |
| 1989年度（平成元年度）         | 559,809 人                     | 545,602 人                     | [ 12 ]                         |
| 1990年度（平成2年度）          | 578,517 人                     | 565,805 人                     | [ 13 ]                         |
| 1991年度（平成3年度）          | 584,033 人                     | 567,054 人                     | [ 14 ]                         |
| 1992年度（平成4年度）          | 599,678 人                     | 582,043 人                     | [ 15 ]                         |
| 1993年度（平成5年度）          | 571,193 人                     | 555,632 人                     | [ 16 ]                         |
| 1994年度（平成6年度）          | 580,497 人                     | 558,143 人                     | [ 17 ]                         |
| 1995年度（平成7年度）          | 562,624 人                     | 535,536 人                     | [ 18 ]                         |
| 1996年度（平成8年度）          | 610,494 人                     | 580,916 人                     | [ 19 ]                         |
| 1997年度（平成9年度）          | 543,198 人                     | 510,220 人                     | [ 20 ]                         |
| 1998年度（平成10年度）         | 491,659 人                     | 453,443 人                     | [ 21 ]                         |
| 1999年度（平成11年度）         | 462,016 人                     | 435,412 人                     | [ 22 ]                         |
| 2000年度（平成12年度）         | 477,668 人                     | 447,243 人                     | [ 23 ]                         |
| 2001年度（平成13年度）         | 460,660 人                     | 427,385 人                     | [ 24 ]                         |
| 2002年度（平成14年度）         | 445,312 人                     | 416,714 人                     | [ 25 ]                         |
| 2003年度（平成15年度）         | 460,332 人                     | 432,888 人                     | [ 26 ]                         |
| 2004年度（平成16年度）         | 482,415 人                     | 429,751 人                     | [ 27 ]                         |
| 2005年度（平成17年度）         | 454,255 人                     | 424,537 人                     | [ 28 ]                         |
| 2006年度（平成18年度）         | 451,897 人                     | 418,437 人                     | [ 29 ]                         |
| 2007年度（平成19年度）         | 458,771 人                     | 422,587 人                     | [ 30 ]                         |
| 2008年度（平成20年度）         | 449,694 人                     | 416,553 人                     | [ 31 ]                         |
| 2009年度（平成21年度）         | 436,281 人                     | 408,700 人                     | [ 32 ]                         |
| 2010年度（平成22年度）         | 426,031 人                     | 399,753 人                     | [ 33 ]                         |
| 2011年度（平成23年度）         | 422,408 人                     | 398,694 人                     | [ 34 ]                         |
| 2012年度（平成24年度）         | 430,145 人                     | 407,558 人                     | [ 35 ]                         |
| 2013年度（平成25年度）         | 422,484 人                     | 401,272 人                     | [ 36 ]                         |
| 2014年度（平成26年度）         | 445,627 人                     | 422,711 人                     | [ 37 ]                         |
| 2015年度（平成27年度）         | 466,279 人                     | 440,289 人                     | [ 38 ]                         |
| 2016年度（平成28年度）         | 474,300 人                     | 447,204 人                     | [ 39 ]                         |
| 2017年度（平成29年度）         | 483,417 人                     | 459,761 人                     | [ 40 ]                         |
| 2018年度（平成30年度）         | 499,625 人                     | 475,484 人                     | [ 2 ]                          |

## 周邊
車站附近設有住宅區。相隔道路處設有私人停車場。
從前從車站步行一段距離便可到達濱松紅十字醫院，現時比較接近遠州小林站附近。
- 遠鐵埃斯波體育俱樂部
- 濱松市立曳馬小學
- 溫州濱松農業協同組合 助信分店

## 相鄰車站
遠州鐵道
■鐵道線
八幡（04）－助信（05）－曳馬（06）

## 注腳
1. ↑   (PDF) (新闻稿). 遠州鉄道: 2. 2012-11-01  [2012-11-24]. （原始内容存档 (PDF)于2016-03-04） （日语）.
2. 1 2  《靜岡縣統計年鑑 平成30年》 運輸・通信 鉄道運輸状況 （页面存档备份，存于）（日語）
3. ↑  《靜岡縣統計年鑑 昭和55年》 NDL 82024736 pp. 287-289
4. ↑  《靜岡縣統計年鑑 昭和56年》 NDL 83020918 pp. 287-289
5. ↑  《靜岡縣統計年鑑 昭和57年》 NDL 84021214 pp. 279-281
6. ↑  《靜岡縣統計年鑑 昭和58年》 NDL 85042552 pp. 279-281
7. ↑  《靜岡縣統計年鑑 昭和59年》 書誌情報 （页面存档备份，存于） pp. 279-281
8. ↑  《靜岡縣統計年鑑 昭和60年》 運輸・通信 私鉄運輸状況 （页面存档备份，存于）（日語）
9. ↑  《靜岡縣統計年鑑 昭和61年》 運輸・通信 私鉄運輸状況 （页面存档备份，存于）（日語）
10. ↑  《靜岡縣統計年鑑 昭和62年》 運輸・通信 鉄道運輸状況 （页面存档备份，存于）（日語）
11. ↑  《靜岡縣統計年鑑 昭和63年》 運輸・通信 鉄道運輸状況 （页面存档备份，存于）（日語）
12. ↑  《靜岡縣統計年鑑 平成元年》 運輸・通信 鉄道運輸状況 （页面存档备份，存于）（日語）
13. ↑  《靜岡縣統計年鑑 平成2年》 運輸・通信 鉄道運輸状況 （页面存档备份，存于）（日語）
14. ↑  《靜岡縣統計年鑑 平成3年》 運輸・通信 鉄道運輸状況 （页面存档备份，存于）（日語）
15. ↑  《靜岡縣統計年鑑 平成4年》 運輸・通信 鉄道運輸状況 （页面存档备份，存于）（日語）
16. ↑  《靜岡縣統計年鑑 平成5年》 運輸・通信 鉄道運輸状況 （页面存档备份，存于）（日語）
17. ↑  《靜岡縣統計年鑑 平成6年》 運輸・通信 鉄道運輸状況 （页面存档备份，存于）（日語）
18. ↑  《靜岡縣統計年鑑 平成7年》 運輸・通信 鉄道運輸状況 （页面存档备份，存于）（日語）
19. ↑  《靜岡縣統計年鑑 平成8年》 運輸・通信 鉄道運輸状況 （页面存档备份，存于）（日語）
20. ↑  《靜岡縣統計年鑑 平成9年》 運輸・通信 鉄道運輸状況 （页面存档备份，存于）（日語）
21. ↑  《靜岡縣統計年鑑 平成10年》 運輸・通信 鉄道運輸状況 （页面存档备份，存于）（日語）
22. ↑  《靜岡縣統計年鑑 平成11年》 運輸・通信 鉄道運輸状況 （页面存档备份，存于）（日語）
23. ↑  《靜岡縣統計年鑑 平成12年》 運輸・通信 鉄道運輸状況 （页面存档备份，存于）（日語）
24. ↑  《靜岡縣統計年鑑 平成13年》 運輸・通信 鉄道運輸状況 （页面存档备份，存于）（日語）
25. ↑  《靜岡縣統計年鑑 平成14年》 運輸・通信 鉄道運輸状況 （页面存档备份，存于）（日語）
26. ↑  《靜岡縣統計年鑑 平成15年》 運輸・通信 鉄道運輸状況 （页面存档备份，存于）（日語）
27. ↑  《靜岡縣統計年鑑 平成16年》 運輸・通信 鉄道運輸状況 （页面存档备份，存于）（日語）
28. ↑  《靜岡縣統計年鑑 平成17年》 運輸・通信 鉄道運輸状況 （页面存档备份，存于）（日語）
29. ↑  《靜岡縣統計年鑑 平成18年》 運輸・通信 鉄道運輸状況 （页面存档备份，存于）（日語）
30. ↑  《靜岡縣統計年鑑 平成19年》 運輸・通信 鉄道運輸状況 （页面存档备份，存于）（日語）
31. ↑  《靜岡縣統計年鑑 平成20年》 運輸・通信 鉄道運輸状況 （页面存档备份，存于）（日語）
32. ↑  《靜岡縣統計年鑑 平成21年》 運輸・通信 鉄道運輸状況 （页面存档备份，存于）（日語）
33. ↑  《靜岡縣統計年鑑 平成22年》 運輸・通信 鉄道運輸状況 （页面存档备份，存于）（日語）
34. ↑  《靜岡縣統計年鑑 平成23年》 運輸・通信 鉄道運輸状況 （页面存档备份，存于）（日語）
35. ↑  《靜岡縣統計年鑑 平成24年》 運輸・通信 鉄道運輸状況 （页面存档备份，存于）（日語）
36. ↑  《靜岡縣統計年鑑 平成25年》 運輸・通信 鉄道運輸状況 （页面存档备份，存于）（日語）
37. ↑  《靜岡縣統計年鑑 平成26年》 運輸・通信 鉄道運輸状況 （页面存档备份，存于）（日語）
38. ↑  《靜岡縣統計年鑑 平成27年》 運輸・通信 鉄道運輸状況 （页面存档备份，存于）（日語）
39. ↑  《靜岡縣統計年鑑 平成28年》 運輸・通信 鉄道運輸状況 （页面存档备份，存于）（日語）
40. ↑  《靜岡縣統計年鑑 平成29年》 運輸・通信 鉄道運輸状況 （页面存档备份，存于）（日語）

## 外部連結
- 助信站（遠鐵電車各站資訊） （页面存档备份，存于）（日語）